# Cavaliere di Bassenheim
Il Cavaliere di Bassenheim in tedesco Bassenheimer Reiter è un rilievo scultoreo in pietra arenaria (135×135×13 cm) risalente al secondo quarto del XIII secolo, conservato nella chiesa di San Martino a Bassenheim, vicino a Magonza. Raffigurante probabilmente san Martino di Tours, l'opera è tradizionalmente attribuita al Maestro di Naumburg.

## Storia
Il rilievo fu realizzato intorno al 1240 per il duomo di Magonza, dove decorava originariamente il jubé che separava il coro occidentale dalla navata. In seguito alla demolizione della struttura nel 1683, il canonico Casimir Waldbott von Bassenheim trasferì l'opera presso la residenza di famiglia a Bassenheim. Nel 1722 il rilievo fu inserito nella nuova chiesa parrocchiale barocca di San Martino, consacrata allo stesso santo.
Fino al 1898, il rilievo era murato all'esterno della chiesa. Durante l'ulteriore demolizione e ricostruzione della chiesa in stile neoromanico, lo storico dell'arte Paul Clemen ne raccomandò la conservazione e ricollocazione all'interno della nuova chiesa, dove fu sistemato nella parete nord del transetto. Nel 1935 Hermann Schnitzler attribuì per primo l'opera al Maestro di Naumburg. In quella occasione fu rimossa una verniciatura posteriore, rivelando tracce di policromia risalenti probabilmente al periodo barocco.

## Descrizione
Il rilievo è scolpito in arenaria grigio-biancastra della regione del Maine, successivamente ricoperta da una glassa rossastra. Le figure sono intagliate a tutto tondo e si stagliano da una nicchia profonda circa tredici centimetri, composta da due blocchi di pietra con lati smussati. Parti della composizione, come la testa del cavallo, la mano del mendicante e la sommità del capo del cavaliere, si proiettano oltre il bordo rettangolare, generando un potente effetto plastico.
La scena raffigura san Martino sul cavallo nell'atto di tagliare il proprio mantello per donarne metà a un mendicante. La composizione è strutturata attorno all'asse della figura principale, ruotata in sella per rivolgersi al povero. Il busto, coperto da camicia e farsetto, è volto all'osservatore; con la destra, il santo impugna la spada in diagonale dall'alto a sinistra, dividendo il mantello e l'immagine in due metà.
Il mendicante, a piedi nudi, si trova nell'angolo inferiore sinistro: tende la stoffa con il braccio destro, solleva una parte del mantello con la sinistra e scopre la schiena nuda. I suoi capelli fluenti evocano ancora la marginalità, ma la gamba sinistra protesa e tesa suggerisce un moto di ritorno. In quella zona lo spazio è lasciato libero dallo zoccolo posteriore destro del cavallo, sollevato secondo un elegante motivo a pied-de-poule.
Il cavallo, scolpito con possente vigore, sembra trottare e nitrire sul posto: le orecchie dritte, le narici dilatate e il capo avanzato gli conferiscono tensione e vita.

## Stile
Il rilievo è caratterizzato da una combinazione di monumentalità germanica e naturalismo gotico francese, che hanno portato gran parte della critica ad attribuirlo al Maestro di Naumburg o alla sua cerchia. L'impostazione narrativa, la resa del movimento e il trattamento del panneggio rivelano un momento di transizione tra l'esperienza francese e le opere turingie dell'artista.
Il senso di volume pieno, il modellato delle superfici, l'espressività dei volti e la tensione interna della scena richiamano molte delle soluzioni che verranno sviluppate nel coro occidentale della cattedrale di Naumburg, in particolare nelle figure dei donatori. In tal senso, l'opera è considerata un documento chiave nel processo di germanizzazione del linguaggio gotico in area renana.